# Госдеп с Ксенией Собчак
Госдеп с Ксенией Собчак (со второго по десятый выпуск, — «Госдеп-2», затем «Госдеп-3») — общественно-политическое ток-шоу, посвященное самым острым и актуальным вопросам, волнующим современную молодежь. Ведущая — Ксения Собчак.

## О программе
В программе принимают участие представители различных движений и объединений, эксперты и лидеры мнений. Каждый гость сможет свободно высказать своё мнение. Согласно анонсу программы, в ней обсуждаются «самые острые темы на языке молодых».

## История
Премьерный выпуск состоялся 7 февраля 2012 года в 21:00 на российском телеканале «MTV».
Программа должна была выходить еженедельно по вторникам, но спустя неделю перед съёмками второго выпуска про национализм сотрудники канала «MTV» решили снять программу с эфира для уточнения формата программы на «MTV».
После снятия «Госдепа» с «MTV», Ксения Собчак получила приглашение от главы проекта «Сноб» Николая Ускова вести своё шоу на своём Интернет-портале. С 27 февраля 2012 года на сайте журнала «Сноб» и со 2 марта 2012 года в эфире телеканала «РБК» программа под нынешним названием «Госдеп-2» снова выходит в эфир.
Последний выпуск «Госдеп-3» в старом формате вышел 12 ноября 2012 года на канале Дождь. В конце выпуска Ксения Собчак попрощалась до следующей недели, однако новых выпусков программы не последовало.
9 декабря 2012 года вышел обновленный выпуск телепрограммы в новом формате: двое специально приглашенных гостей будут отстаивать свою точку зрения в прямом эфире ДОЖДЯ (из официального аккаунта телеканала Дождь в социальной сети Facebook). В таком формате программа просуществовала в течение телесезона 2012—2013 годов. Последний выпуск датируется 10 апреля 2013 года.

## Критика
14 февраля 2012 года стало известно, что новый выпуск «Госдепа» не выйдет в эфир.
Ксения Собчак заявила, что руководство канала не раскрывало ей каких-либо причин закрытия программы. Также Собчак указала, что у первого выпуска ток-шоу были высокие рейтинги, а в съёмках будущего выпуска передачи должен был принять участие блогер Алексей Навальный.
Позднее в этот же день, 14 февраля, сотрудники «MTV Россия» официально объяснили причины закрытия программы:

Как сообщается в пресс-релизе, поступившем в редакцию «Ленты.ру», канал принял решение приостановить съемки «Госдепа» для уточнения формата программы и позиционирования канала.

Первый выпуск ток-шоу также получил большое внимание со стороны блогеров и обычных СМИ.
15 февраля Ксения Собчак в своём Живом журнале написала о выводах, которые она сделала в связи с закрытием программы.
Через несколько дней главный редактор «Эха Москвы» Алексей Венедиктов предложил эфир «Госдепу» на своей радиостанции.
21 февраля администрация «MTV» не согласилась отдать программу на площадки других СМИ. Также руководство «MTV» указало, что название ток-шоу является собственностью канала, и заявило, что надеется на то, что «другие СМИ не будут заниматься скупкой краденого».
В этот же день в специальном пресс-релизе журнала «Сноб» сообщалось, что «Госдеп» продолжит выходить уже на сайте журнала. О возможности переезда этого проекта сообщил Михаил Прохоров, также высказав следующее мнение о закрытии программы: «Полагаю, что „Госдеп“ был закрыт только потому, что в следующем выпуске программы должен был появиться Алексей Навальный».
1 марта 2012 года стало известно, что в рамках выпуска «Госдепа» от 27 февраля 2012 года были незаконно использованы объекты интеллектуальной собственности, принадлежавшие каналу «MTV Россия».
Ранее структуры ООО «Сноб Медиа» обращались к «MTV Россия» с вопросом о покупке прав на показ этого ток-шоу, но не смогли договориться. По утверждению руководства «MTV Россия», канал не заключал каких-либо договоров с другими СМИ по передаче объектов интеллектуальной собственности, связанных с ток-шоу. Также ранее «MTV Россия» начал регистрировать передачу как товарный знак, оформив заявку на регистрацию.
В марте телеканал «РБК» анонсировал выпуск «Госдепа-2». В связи с этим, руководство «MTV Россия» обратилось к ООО «Сноб Медиа» и телеканалу «РБК» с настоятельной рекомендацией в добровольном внесудебном порядке пресечь незаконное использование объектов интеллектуальной собственности. Руководство канала «MTV Россия» также заявило, что в случае, если рекомендация не будет услышана, оно может предпринять все предусмотренные действующим законодательством меры по защите своих исключительных прав на программу, включая обращение в Федеральную антимонопольную службу, Роскомнадзор, органы правопорядка и суд.
В начале марта руководство «MTV Россия» также потребовало в своём письме от руководства телеканала «РБК» в лице его гендиректора Александра Любимова «пресечь незаконное использование объектов интеллектуальной собственности, правообладателем которых является телеканал».

## Список выпусков
| Дата                 | Тема                                                                           | Канал                     | Гости | Примечания                                  | Видео   |
| -------------------- | ------------------------------------------------------------------------------ | ------------------------- | --- | ------------------------------------------- | ------- |
| 7 февраля 2012 года  | «Куда ведет нас Путин?»                                                        | т/к «MTV»                 | Дмитрий Гудков, член партии «Справедливая Россия»; Юрий Афонин, депутат ГД РФ, секретарь исполкома КПРФ; Сергей Удальцов, координатор «Левого фронта»; Илья Яшин, член демократического движения «Солидарность»; Николай Беляев, гражданский активист, представитель движения «Белая лента»; Евгения Чирикова, лидер движения «Экооборона»; Андрей Караулов, тележурналист; Максим Мищенко, лидер мол. движения «Россия молодая», член Общественной палаты РФ; Михаил Дегтярёв, член фракции ЛДПР; Ирина Плещёва, комиссар движения «Наши», член Общественной Палаты РФ |                                             | YouTube |
| 27 февраля 2012 года | Выборы Президента РФ                                                           | сайт «Snob.ru»; т/к «РБК» | Борис Немцов, Алексей Навальный и представители кандидатов в президенты. |                                             | Сноб.ru |
| 25 марта 2012 года   | Последствия принятия закона «О запрете пропаганды гомосексуализма и педофилии» | сайт «Snob.ru»; т/к «РБК» | Виталий Милонов, депутат Заксобрания Санкт-Петербурга, автор закона (по телефону); Антон Беляков, депутат Госдумы, член партии «Справедливая Россия»; Сергей Агарков, сексолог; Сергей Соседов, журналист; Антон Демидов, лидер молодёжного движения «Россия Молодая»; Сева Галкин, фотограф, арт-директор журнала «Квир»; Сергей Илупин, ЛГБТ-активист; Игорь Кочетков, правозащитник, ЛГБТ-активист, председатель Российской ЛГБТ-сети; Ольга Бакушинская, телеведущая.                                                                                               |                                             | Сноб.ru |
| 13 апреля 2012 года  | Голодовка и прошедшие выборы мэра города Астрахани.                            | сайт «Snob.ru»            | Алексей Навальный, Илья Яшин, Олег Шеин | Съёмки этого выпуска проходили в Астрахани. | YouTube |

## Факты
- Помимо «Госдепа» Ксения Собчак одновременно также выпустила свою программу «Собчак живьём» на телеканале «Дождь». В этой программе телеведущая также беседовала с известными политическими и общественными деятелями, но главным правилом программы было «не говорить о политике».
- Начиная с четвёртого выпуска, руководство программы публикует имена людей, которые не смогли или отказались принять участие в съёмках.